# 下克吕希滕
下克吕希滕是德国北莱茵-威斯特法伦州的一个市镇。总面积67.07平方公里，总人口15414人，其中男性7567人，女性7847人（2011年12月31日），人口密度230人/平方公里。